# Škoda 440
La Škoda 440 è una vettura utilitaria prodotta dalla casa automobilistica cecoslovacca AZNP nei propri impianti di Mladá Boleslav dal 1955 al 1959. Universalmente era conosciuta come Spartak.
Era dotata un motore a 4 cilindri con una cilindrata di 1089 cm³ litri in grado di genererare una potenza di 40 CV (da cui deriva il nome 440) che permetteva alla vettura di raggiungere i 110 km/h. Nel 1957 venne introdotta la 445, con motore da 1221 cm³ di cilindrata e da 45 CV. Poco dopo venne introdotta anche una versione cabriolet due posti con un motore più potente (50 CV) denominata 450.
Le Spartak furono un successo e ne vennero costruiti 75.417 esemplari. Le 440 e 445 vennero sostituite dalla Škoda Octavia, mentre la sportiva 450 dalla Škoda Felicia.